# Limotettix vilbasticus
Limotettix vilbasticus är en insektsart som beskrevs av Dlabola 1967. Limotettix vilbasticus ingår i släktet Limotettix och familjen dvärgstritar. Inga underarter finns listade i Catalogue of Life.